# Lepturges unicolor
Lepturges unicolor är en skalbaggsart som beskrevs av Gilmour 1959. Lepturges unicolor ingår i släktet Lepturges och familjen långhorningar.
Artens utbredningsområde är Paraguay. Inga underarter finns listade i Catalogue of Life.